# 東京都市大学都市生活学部
東京都市大学都市生活学部（とうきょうとしだいがくとしせいかつがくぶ、Faculty of Urban Life Studies）は、東京都市大学に設置されている都市・街と文化についての社会科学系学部。都市生活学科の1学科が開設されている。
なお、関連する大学院は環境情報学研究科に都市生活学専攻が設置されており、合わせて紹介する。

## 沿革
1956年 東横学園女子短期大学開学。家政科が置かれる。
1969年 家政科を家政学専攻と食物栄養学専攻に組織改組。
1991年 家政科を改組して、生活学科を開設。
2005年 生活学科を改組し、住居学系のライフデザイン学科開設。
2009年 武蔵工業大学と東横学園女子短期大学が統合し、東京都市大学が開学。都市生活学部を創設。短期大学時代の保育学科を母体に人間科学部を、ライフデザイン学科を一部母体に都市生活学部都市生活学科を開設。
2013年 大学院環境情報学研究科修士課程を創設。都市生活学専攻を開設。
2021年 大学院環境情報学研究科の修士課程を博士前期課程に名称変更。大学院環境情報学研究科都市生活学専攻に博士後期課程を設置。
2020年 都市生活学科に国際都市経営コースと都市生活創造コースを創設。
2022年 等々力キャンパスにあった都市生活学部が人間科学部と世田谷キャンパスに移転。

## 学部組織
都市生活学部
- 都市生活学科

4つの専門領域：都市のライフスタイル領域|都市のマネジメント領域|都市のデザイン領域|都市のしくみ領域
19の研究室 <マーケティング、経営戦略、集客空間、まちづくり経営、都市イノベーション、コミュニティマネジメント、エリアマネジメント、不動産マネジメント、プロジェクトマネジメント、都市プランニング、都市安全環境、空間デザイン、都市空間生成、インテリアプランニング、ユニバーサルデザイン、都市再生、住宅生産、環境プランニング、国際開発プロジェクト> が存在（2023年現在）。
国際都市経営コースと都市生活創造コースの2つのコースも設置されている。

## 大学院
環境情報学研究科
- 都市生活学専攻